# Caponia forficifera
Caponia forficifera là một loài nhện trong họ Caponiidae.
Loài này thuộc chi Caponia. Caponia forficifera được William Frederick Purcell miêu tả năm 1904.